# Harmony and Abyss
Harmony and Abyss ist ein Fusionalbum von Matthew Shipp. Die am 20. und 21. Februar 2004 in den Mindswerve Studios, New York City, entstandenen Aufnahmen erschienen am 28. September 2004 auf dem Label Thirsty Ear in der Reihe The Blue Series.

## Hintergrund
In dieser Phase beschäftigte sich der Pianist und Komponist Matthew Shipp mit der Arbeit mit Elektronik, Keyboards und Sampling. Das Album, das in der bei Thirsty Ear erscheinenden Reihe Blue Series erschien, der von Shipp kuratiert wird, bewegt sich musikalisch noch weiter als die Vorgängeralben in sich wiederholende melodische und harmonische Strukturen hinein, die mehr mit Avantgarde-Songformen gemein haben als mit Jazz oder freier Improvisation, notierte Thom Jurek. „Hier werden melodische und rhythmische Ideen als harmonische und chromatische Konzepte angegeben, die endlos wiederholt und mutiert werden, bis sie Form und Brennpunkte ändern.“
Der Bassist William Parker, der Schlagzeuger Gerald Cleaver und der Sampling-Künstler FLAM (Chris Flam) spielen in Matthew Shipps Band.

## Titelliste

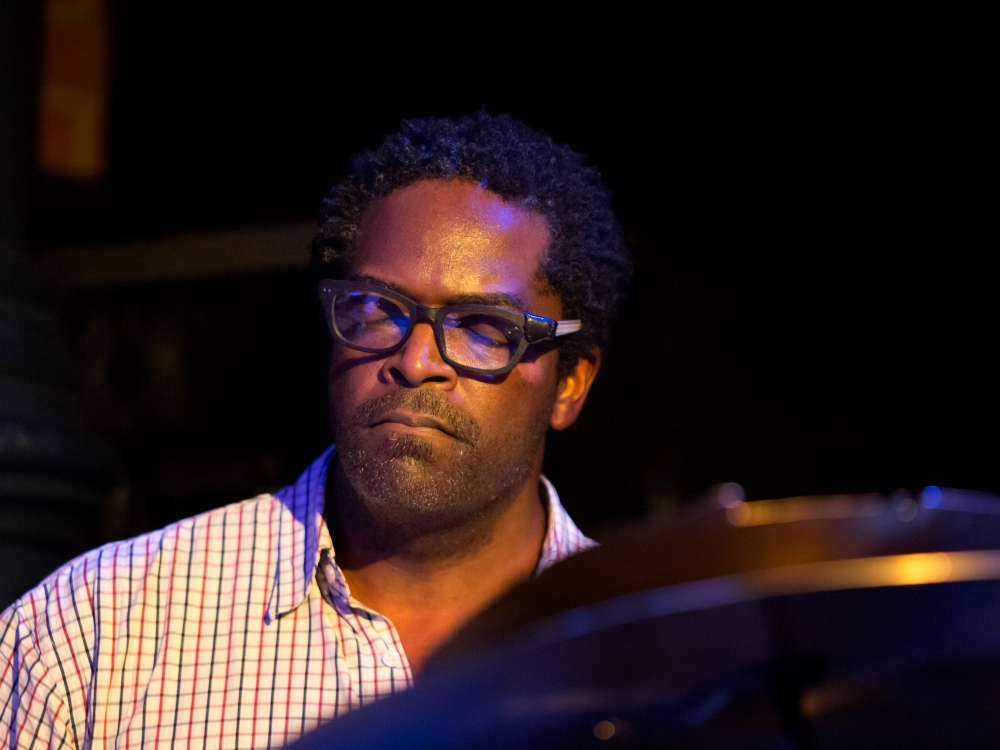
Gerald Cleaver bei einem Auftritt in der Münchner Unterfahrt 2012

- Matthew Shipp: Harmony and Abyss (Thirsty Ear THI 57152.2)[2]

1. Ion, 3:18
2. New ID, 6:23
3. 3 In 1, 2:51
4. Virgin Complex, 3:58
5. Galaxy 105, 5:52
6. String Theory, 3:54
7. Blood 2 the Brain, 6:06
8. Invisible Light, 1:57
9. Amino Acid, 4:05
10. Abyss, 4:18

## Rezeption
Thom Jurek verlieh dem Album in Allmusic vier Sterne und schrieb, das Ergebnis sei faszinierend und überzeugend, aber es gebe keine Ähnlichkeit mehr mit Jazz. Wenn überhaupt, würden sich diese Stücke eher wie klassische Avantgarde-Stücke anhören, die durch ein elektronisches Prisma betrachtet werden, selbst wenn das Klavierspiel ihr Ausgangspunkt ist. Dies sei eine herausfordernde Aufnahme, die ihre Geheimnisse nicht leicht oder ohne weiteres preisgebe.

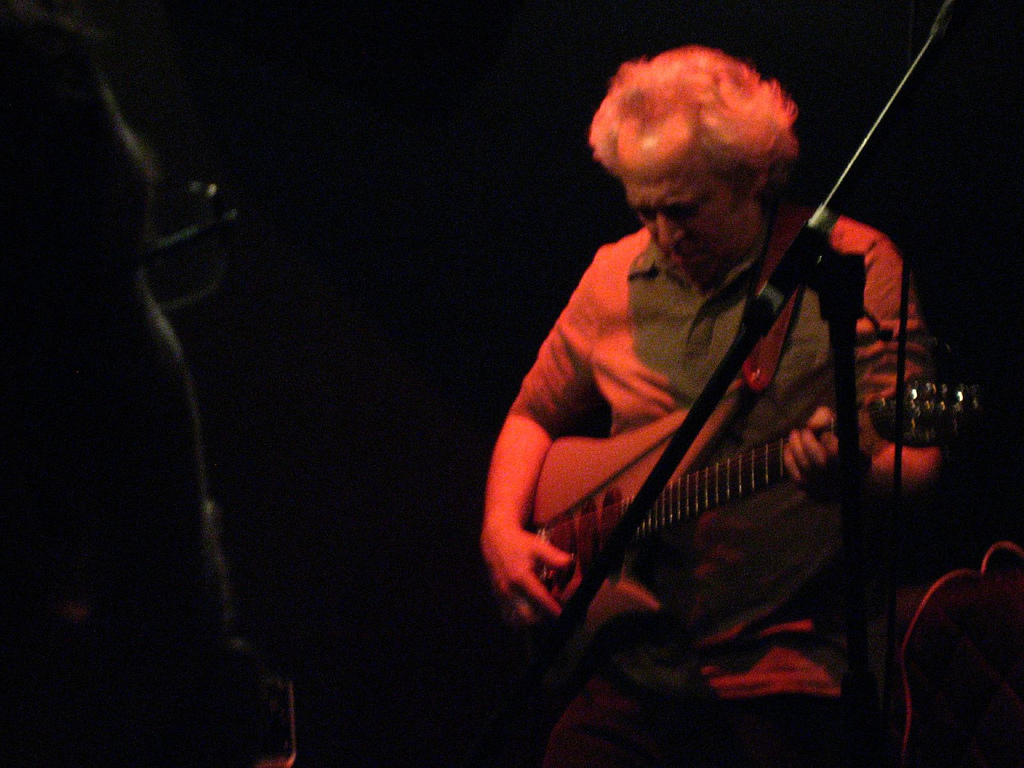
David Torn

Nach Ansicht von John Kelman, der das Album in All About Jazz rezensierte, sei es nach Equilibrium revolutionär in Shipps Karriere und ebenso richtungsweisend, eher ein Album der Evolution, auf dem die Konzepte von Equilibrium noch weiter vorantrieben würden. Die Rolle von FLAM in Shipps jüngsten Bemühungen sei vergleichbar mit der Rolle, wie David Torn in als Produzent in einigen von Tim Bernes Alben eine akustische Breite hinzugefügt habe; ähnlich erweitere FLAM auch das, was die Musiker spielen, und gebe der ganzen Angelegenheit eine einzigartige und zusammenhängende Atmosphäre. Aber was Harmony and Abyss letztendlich nicht nur zu einer herausragenden Platte mache, sondern auch zum nächsten logischen Schritt in der Entwicklung von Matthew Shipps Werk führe, sei die Art und Weise, wie er diese vielfältigen Elemente zu einem unverwechselbaren Sound integriere und wie er es schaffe, sich mit jeder Aufnahme, die er macht, neu zu erfinden. „Wie eine unvergessliche Reise ist Harmony and Abyss ein weiterer schöner Stopp auf einer Straße, die sich durch faszinierende und herausfordernde Sehenswürdigkeiten auszeichnet.“
Nach Ansicht von Matthew Murphy (Pitchfork) setzte Shipp mit Harmony and Abyss seine Versuche der Synthese von Jazz, Elektronik und neoklassischer Komposition weiter fort. Dabei halte er sich an die auf Nu Bop (2002) und Equilibrium angewandten Methoden und kombiniere sein akustisches Instrument, William Parkers Bass, Gerald Cleavers Drums mit den abwechslungsreichen elektronischen Effekten von Chris Flam. Die resultierende Mischung vermeide die wilderen Extreme sowohl des Free Jazz als auch der abstrakten Formen von Electronica und nehme stattdessen eine moderatere Spielweise aus der Mitte von jedem ein. „So seltsam es auch klingen mag, die pingelige, studierte Makellosigkeit des Albums ist sein Hauptfehler“, kritisiert der Autor. Das Eröffnungsstück „Ion“ zum Beispiel klinge so, als würde Shipp am Klavier zurückhaltende, depersonalisierte Skalenübungen über einen steifen, kastenförmigen Breakbeat laufen lassen: dies sei jedoch eine Art generisches, unauffälliges Stück, das die Kunden bei Starbucks nicht erschrecken könnte. Zum Glück, merkt Murphy an, seien solche antiseptischen Momente auf Harmony und Abyss selten, aber dennoch sei es ein bisschen enttäuschend, solche abenteuerlustigen Spieler in einem Format zu sehen, in dem so wenig dem Zufall überlassen zu sein scheint.